# Neidensteiner Madonna
Die Neidensteiner Madonna ist eine geschnitzte Madonna aus dem 14. Jahrhundert im Bestand des Badischen Landesmuseums. Ihren Namen hat sie nach dem Ort Neidenstein, von wo aus sie ins Museum nach Karlsruhe kam.

## Beschreibung
Die Neidensteiner Madonna ist eine sogenannte Thronende Madonna, sie ist also sitzend und bekrönt dargestellt und hält das Jesuskind in ihren Armen. Die Figur ist aus einem Stück Pappelholz geschnitzt, 106 cm hoch und von der Rückseite her ausgehöhlt. Die Figur war einst farbig gefasst, jedoch sind nur geringe Farbreste erhalten.

## Kunsthistorische Einordnung
Die Entstehung der Figur wird in Süddeutschland verortet und um 1380/90 datiert. Die Kunsthistorikerin Felicitas Schulz betrachtet die Gestaltung der Figur als von Peter Parler beeinflusst. 

## Provenienz
Die Figur befand sich ursprünglich wohl in der 1474 erbauten Friedhofskapelle in Neidenstein. Als diese um 1878 wegen Baufälligkeit abgerissen wurde, verbrachte man die Figur auf den Dachboden der evangelischen Kirche. Dort geriet sie in Vergessenheit. Um 1910 fand der Kirchendiener Philipp Wieland die Figur wieder auf. Sie diente zunächst als Spielzeug seiner Enkeltochter, bevor Pfarrer Cordier auf die Figur aufmerksam wurde und 1915 ihre Überführung ins Karlsruher Landesmuseum veranlasste.

## Weblink
- Eintrag im Museumskatalog